# Mina Altân Tepe, Tulcea
Mina Altân Tepe este un sat în comuna Stejaru din județul Tulcea, Dobrogea, România.
În anul 2007, satul avea puțin peste 200 de locuitori.

## Mina
Aici a existat o exploatare minieră.
Mina de cupru, singura de acest fel din Dobrogea, a fost deschisă în 1915. Mina care exploata zăcământul de pirită cupriferă de la Altân Tepe era unică în România, prin cel mai bogat conținut de cupru al minereului, de 4% în minereu. Din 1961, când mina a intrat în administrarea Întreprinderii de Minerit Dobrogea, în afară de cupru s-au obținut prin diferite procedee sulf, fier dar și aur și argint.
După zeci de ani de exploatare, în 1998 guvernanții au decis închiderea. Programul disponibilizărilor a durat cinci ani, timp în care cei 1400 de salariați au primit salarii compensatorii și au părăsit satul.